# НТВ-Плюс NBA TV
НТВ-Плюс NBA TV — общероссийский спортивный телеканал сети «НТВ-Плюс» для любителей баскетбола. Вещал круглосуточно на русском языке на основе американского канала NBA TV с 29 октября 2003 года на частоте канала «НТВ-Плюс Футбол» с 3:00 до 9:00. 4 февраля 2006 года канал перешёл на круглосуточное вещание на другой частоте.
5 апреля 2010 года произошёл ребрендинг канала, в рамках которого он был переименован в «Баскетбол». Вместе с этим произошли изменения и в концепции вещания. При этом после трансформации в канал «Баскетбол» часть передач NBA TV на начальном периоде его работы всё же сохранялась.

## История
История этого канала начинается в 1999 году, как интернет-телевидение на портале nba.com. Студия канала находилась в городке Секаукус, Графство Хадсон, Нью-Джерси. Но 28 июня 2003 года руководство канала заключило многолетнее соглашение с американскими телевизионными компаниями Cox Communications, Cablevision и Time Warner, позволившее расширить аудиторию канала до 45 миллионов зрителей в 30 различных странах мира. Канал NBA TV заменил канал CNN/SI в сети Time Warner и во многих системах кабельного телевидения в США после того, как интернет-канал несколько раз выходил из строя из-за количества посетителей.
С 29 октября 2003 года, после заключения контракта между «НТВ-Плюс» и НБА, канал начал своё вещание на спутниковой платформе на частоте «НТВ-Плюс Футбол» по окончании передач последнего с 3:00 до 9:00. С 14 по 29 августа 2004 года, в связи с проведением Летних Олимпийских игр в Афинах, вещание NBA TV на временной основе осуществлялось на канале «НТВ-Плюс Спорт Онлайн» с 3:00 до 9:55. Это обстоятельство было вызвано тем, что эфир «НТВ-Плюс Футбол» в те же самые часы был заполнен трансляциями по профильному для канала виду спорта, не попадавшими в вечерний эфир из-за загруженности сетки вещания олимпийскими телетрансляциями. С 30 августа 2004 года телеканал NBA TV снова стал включаться на канале «НТВ-Плюс Футбол».

## Сетка вещания
На канале NBA TV постоянно выходили выпуски новостей баскетбола, тележурналы об НБА, программы о личной жизни баскетболистов, о судьбах команд в течение сезона NBA, о легендарных играх прошлого, а также прямые трансляции важнейших матчей сезона. Эксклюзивных прав на прямые трансляции канал NBA TV не имел, поэтому игры, которые канал транслировал, обязательно были согласованы с правообладателем команды, чья игра транслируется. В российской версии ближе к концу вещания телеканала в его сетке также размещались трансляции игр чемпионата России по футболу, которые не вмещались на другие каналы производства «НТВ-Плюс».

## Передачи канала
- NBA Access with Ahmad Rashād
- Basketball International
- FIBA World Basketball
- NBA Action
- NBA Gametime Live
- NBA TV Fantasy Hoops
- NBA TV Hardwood Classics/Greatest Games
- NBA TV News in Review
- NBA Stories
- NBA Vault
- The Run
- This Week in the D-League
- NBA 360
- NBA Roundtable
- Всякая всячина
- Драфт-лотерея[15]
- Обозрение NBA[16]
- Овертайм
- Связь времён[17]

## Комментаторы
- Владимир Гомельский
- Михаил Решетов
- Дмитрий Гараненко
- Андрей Беляев
- Олег Ушаков
- Виталий Панов